# العمري (قبيلة)
العمـريه او العمريون او العمريين واحدهم عُمَـري، عرب ينتمون الى قريش قدموا من مكة الى مصر ومنها الى فلسطين منها الى الاردن قبل ٧٠٠ سنة، وجزء استوطن العراق بالتحديد في الموصل وتوزعوا على بلاد الشام واليمن، العمريه قبيلة عربية كبيرة متجذرة بالتاريخ من اكبر العشائر في الاردن وفلسطين، تزعمت اربد لمده من الزمن من عشائر شمال الاردن الرئيسية، وهم بطن من بني عدي بن كعب من قريش وهم بنو امير المؤمنين الفاروق عمر بن الخطاب رضي الله عنه، من عشائر المملكة الاردنية الهاشمية الاكثر عددا، تمتد منازلهم من اربد الى حوران